# Кліп (фільм, 2012)
«Кліп» (серб. Клип) — сербська соціальна драма 2012 року режисера Майї Мілош, знята кінокомпанією Film House Bas Celik. Фільм був оголошений переможцем Роттердамського міжнародного кінофестивалю в 2012 році.

## Сюжет
Головній героїні, 14-річній Ясні, дядько дарує мобільний з відеокамерою. Відтепер дівчинка знімає на неї кожен момент свого життя. Вона закохується в старшокласника Джолі і просить його зайнятися з нею сексом. Хлопець здивований, але не виявляє інтересу до пропозиції. 
Ясна живе з батьками та молодшою сестрою. Батько серйозно хворий, і мати робить все можливе, щоб знайти гроші на необхідну йому операцію. Дівчинку пригнічує обстановка в будинку, і вона захищається від усіх у своїй кімнаті, де знімає себе на камеру. Вона хамить матері, лається з сестрою і байдужа до недуги батька. Щоночі вона йде на п'янки з друзями, повертаючись під ранок.
У школі Ясна практично не вчиться, лише тусується там з подругами, обговорюючи хлопців і секс. Вона продовжує переслідувати Джолі, і на одній з вечірок у них трапляється секс. Ясна хвалиться подругам своїм досягненням. Всі її думки тепер присвячені її відносинам.
Щоб заощадити грошей на лікування батькові, до них в квартиру переїжджають на час бабуся з дідусем. Будинок стає ще більш нестерпним, скрізь стоять чиїсь речі, розкладені дивани. Напередодні від'їзду батька в лікарню Ясна збігає на ніч в клуб. Під ранок вона йде з Джолі до нього додому, де вони займаються сексом.
Батькові роблять операцію. Мама каже Ясні, що все пройшло успішно. Вони відвідують батька в лікарні. 
Одного разу Ясна з Джолі заходять до неї додому, де він знайомиться з мамою своєї подружки. Виявляється, він син її старої близької подруги.
Ясна вчиться на дитячого лікаря, і їх клас проходить практику в дитбудинку. Підопічна Ясни, маленька дівчинка, розповідає про своє нелегке життя, скільки їй довелося випробувати за своє коротке життя, як вона мріє про сім'ю і батьків. Дізнавшись, що ця маленька хвора і що лікарі їй поставили термін життя ще пару років, Ясні стає погано і її нудить.
На черговій вечірці, прийнявши наркотичні речовини, Ясна розповідає своєму хлопцеві про хворобу батька і свої дитячі спогади про нього. Вона плаче, а Джолі замість утіх дає їй ще кокаїну. Ясна признається в коханні Джолі, а той грубо пропонує зробити йому мінет. Дівчина ображається і, напившись, починає кокетувати і танцювати з іншим хлопцем. Джолі бачить це і б'є Ясну. Його ледве відштовхують від лежачої на підлозі дівчини. Закривавлена Ясна піднімається на ноги, підходить до свого кривдника і, подивившись йому в очі, обіймає його. Вони починають пристрасно цілуватися.

## У ролях
- Ісідора Сіміоновіч — Ясна
- Вячеслав Яснік — Джордж «Джолі» Тошіч
- Саня Мікітісін — мати Ясни
- Джово Максіч — батько Ясни
- Моня Савіч — Марія
- Катаріна Песік — Івана
- Соня Янічіч — Саня
- Йована Стоїльковіч — Таня
- Володімір Гводій — Цлі
- Нікола Драгутіновіч — Шон[3]

## Цікаві факти
- Режисер фільму два роки витратила на пошук виконавців головних ролей.
- На створення фільму режисерку надихнули шокуючі відеоролики на Youtube, в яких тінейджери займаються сексом, приймають наркотики і б'ються.
- Так як виконавиці головної ролі на момент зйомок було всього 14 років, у всіх сценах сексу були зайняті її дублери[2].